# Riverton (Nebraska)
Riverton és una població dels Estats Units a l'estat de Nebraska. Segons el cens del 2000 tenia 145 habitants.

## Demografia
Segons el cens del 2000, Riverton tenia 145 habitants, 63 habitatges, i 38 famílies. La densitat de població era de 143,6 habitants per km².
Dels 63 habitatges en un 25,4% hi vivien nens de menys de 18 anys, en un 47,6% hi vivien parelles casades, en un 6,3% dones solteres, i en un 38,1% no eren unitats familiars. En el 34,9% dels habitatges hi vivien persones soles el 25,4% de les quals corresponia a persones de 65 anys o més que vivien soles. El nombre mitjà de persones vivint en cada habitatge era de 2,3 i el nombre mitjà de persones que vivien en cada família era de 3.
Per edats la població es repartia de la següent manera: un 29% tenia menys de 18 anys, un 3,4% entre 18 i 24, un 20% entre 25 i 44, un 24,1% de 45 a 60 i un 23,4% 65 anys o més.
L'edat mediana era de 42 anys. Per cada 100 dones de 18 o més anys hi havia 106 homes.
La renda mediana per habitatge era de 19.750 $ i la renda mediana per família de 25.625 $. Els homes tenien una renda mediana de 32.917 $ mentre que les dones 16.875 $. La renda per capita de la població era de 10.936 $. Aproximadament el 16,2% de les famílies i el 35,8% de la població estaven per davall del llindar de pobresa.

## Poblacions més properes
El següent diagrama mostra les poblacions més properes.